# Dirinon
Dirinon (bretonisch Dirinonn) ist eine französische Gemeinde im Département Finistère in der Bretagne mit 2195 Einwohnern (Stand: 1. Januar 2022). Sie gehört zum Arrondissement Brest und ist Mitglied im Gemeindeverband Communauté d’agglomération du pays de Landerneau-Daoulas. Die Bewohner werden Dirinonais und Dirinonaises genannt.

## Geografie

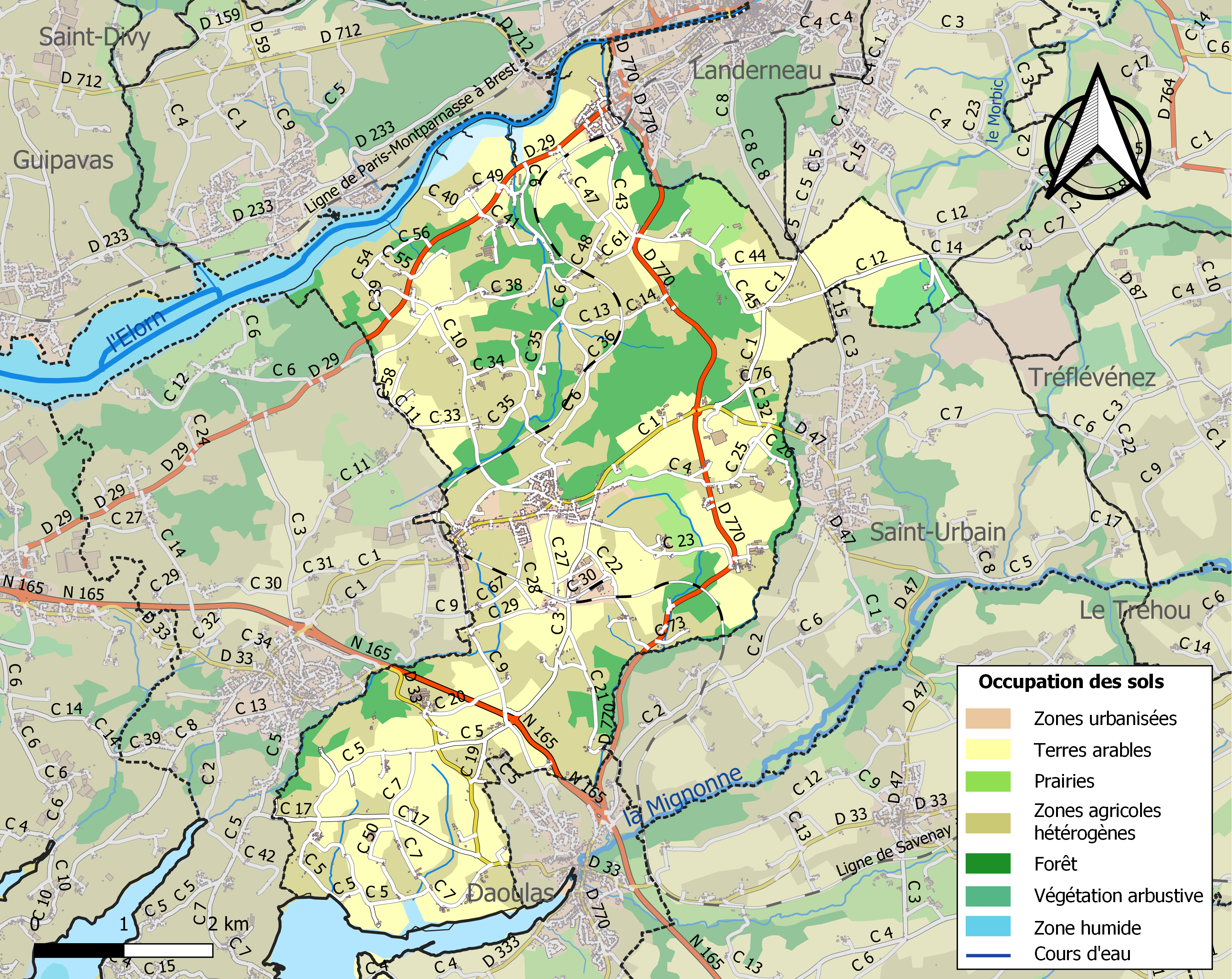
Bodennutzung, Hydrografie und Infrastruktur der Gemeinde (2018)

Dirinon befindet sich an der Grenze des Cornouaille zum Pays de Léon in der Nähe des Atlantischen Ozeans, etwa 16 Kilometer östlich von Brest. Das Gemeindegebiet wird im Norden durch den Küstenfluss Élorn begrenzt, im Süden durch das Watt in der Trichtermündung des Daoulas.
Das Gebiet von Dirinon ist Teil des Natura 2000-Schutzgebiets „Rade de Brest, estuaire de l’Aulne“ (FR5300046), des Natura 2000-Schutzgebiets „Rade de Brest : Baie de Daoulas, Anse de Poulmic“ (FR5310071), des Natura 2000-Schutzgebiets „Rivière Élorn“ (FR5300024) und von vier ZNIEFF-Naturzonen.  Über drei Viertel der Fläche der Gemeinde werden landwirtschaftlich genutzt vor allem auf Kulturboden, etwa 18 % sind bewaldet.
Umgeben wird Dirinon von den sechs Nachbargemeinden:
| Élorn    | Landerneau                                  | Pencran      |
| Loperhet | Kompassrose, die auf Nachbargemeinden zeigt | La Martyre   |
| Daoulas  | Daoulas                                     | Saint-Urbain |

## Bevölkerungsentwicklung
| Jahr                       | 1962 | 1968 | 1975 | 1982 | 1990 | 1999 | 2009 | 2013 | 2020 |
| Einwohner                  | 1080 | 1010 | 1218 | 1799 | 2024 | 2342 | 2460 | 2342 | 2206 |
| Quellen: Cassini und INSEE |      |      |      |      |      |      |      |      |      |

## Sehenswürdigkeiten
- Kirche Sainte-Nonne aus dem ausgehenden 16. Jahrhundert, seit 1916 als Monument historique klassifiziert. Die Kirche birgt zahlreiche Ausstattungsgegenstände, die in der Base Palissy gelistet sind, darunter eine große Anzahl, die als Monument historique der beweglichen Objekte klassifiziert sind.
- Kapelle Sainte-Nonne, erbaut 1577, seit 1960 als Monument historique klassifiziert
- Kapelle Saint-Divy aus dem frühen 18. Jahrhundert
- Herrenhaus Kerliezec mit Kapelle
- Schloss Lesquivit aus dem 18. Jahrhundert
- Reste der Wassermühle Le Roual
- Vier Brunnen
- Oratorium Sainte-Nonne
- Mehrere Calvaires

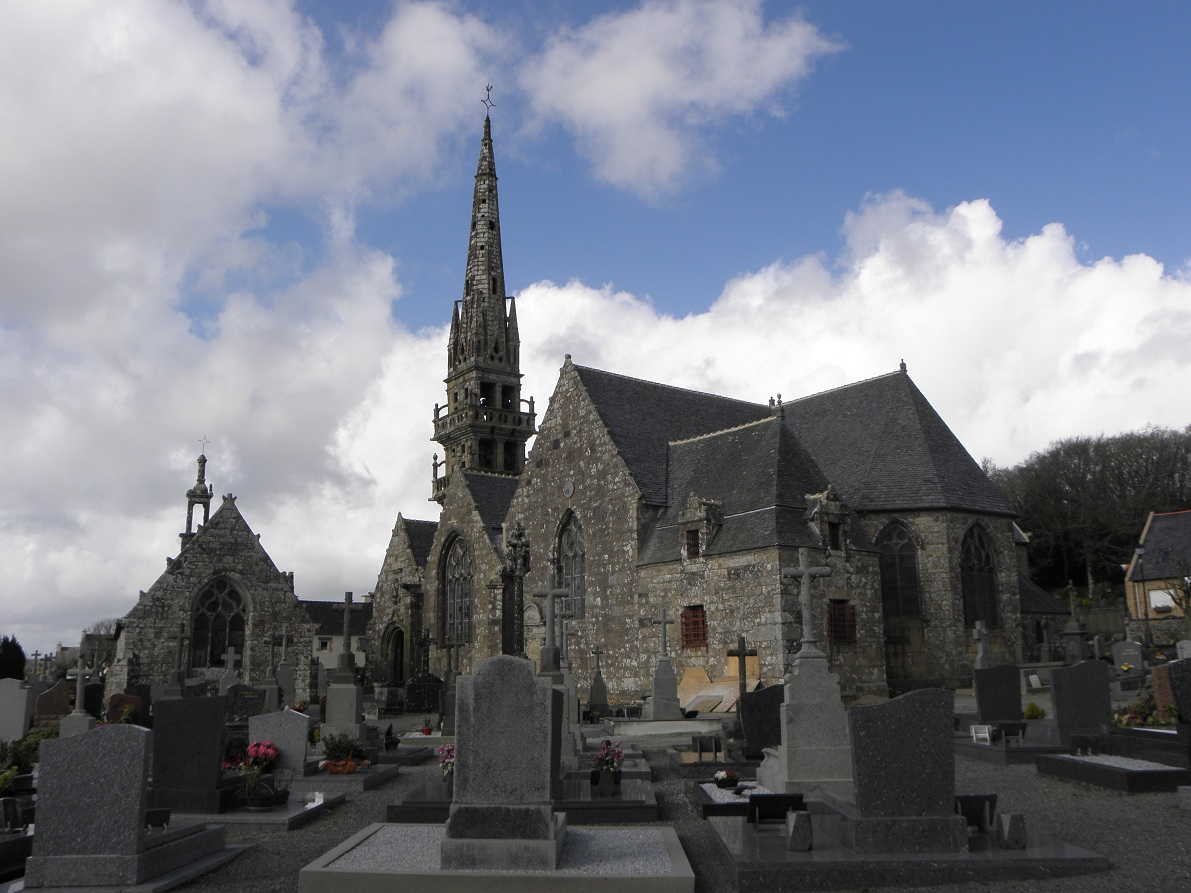
Kapelle und Kirche Sainte-Nonne
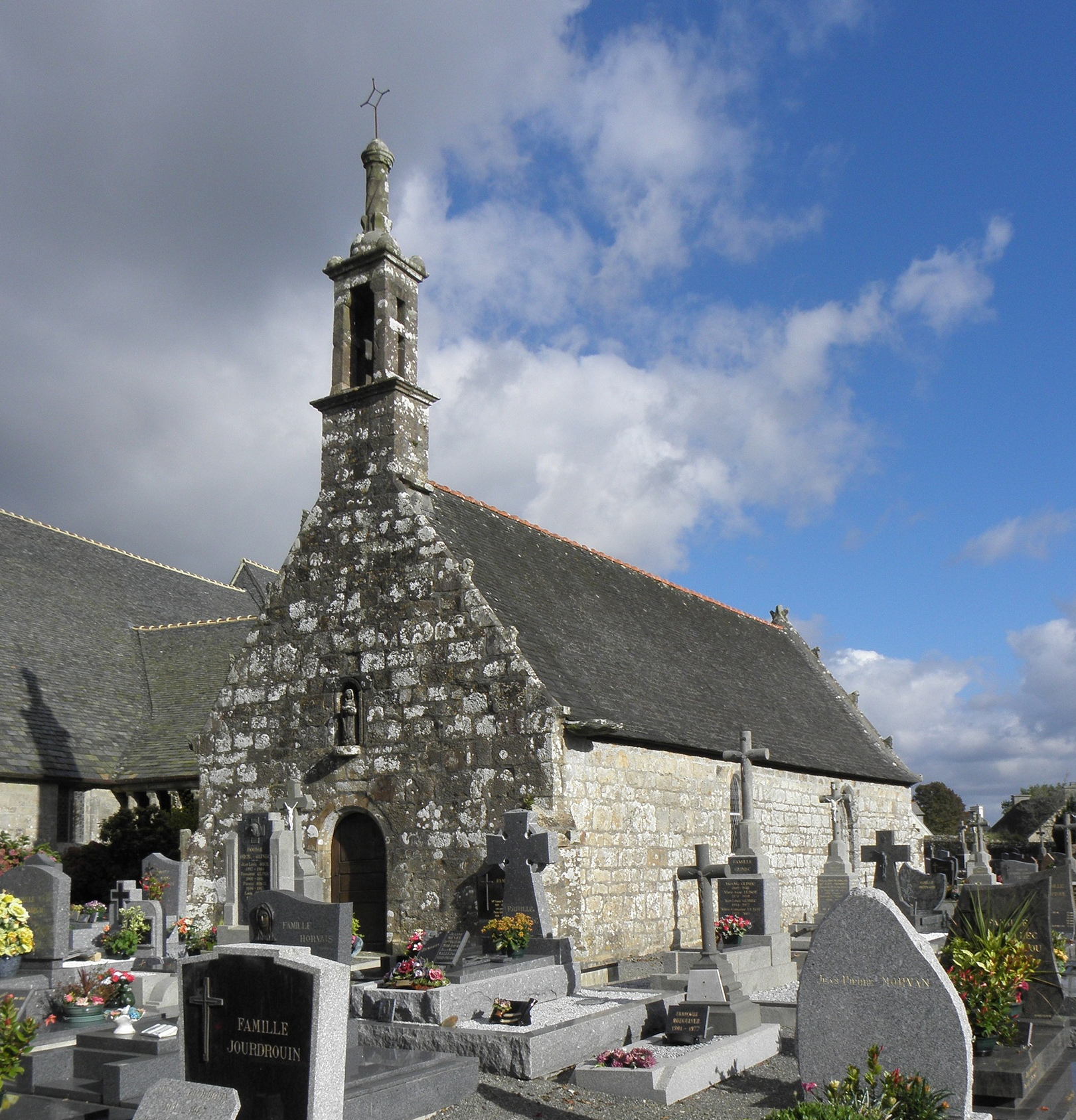
Kapelle Sainte-Nonne
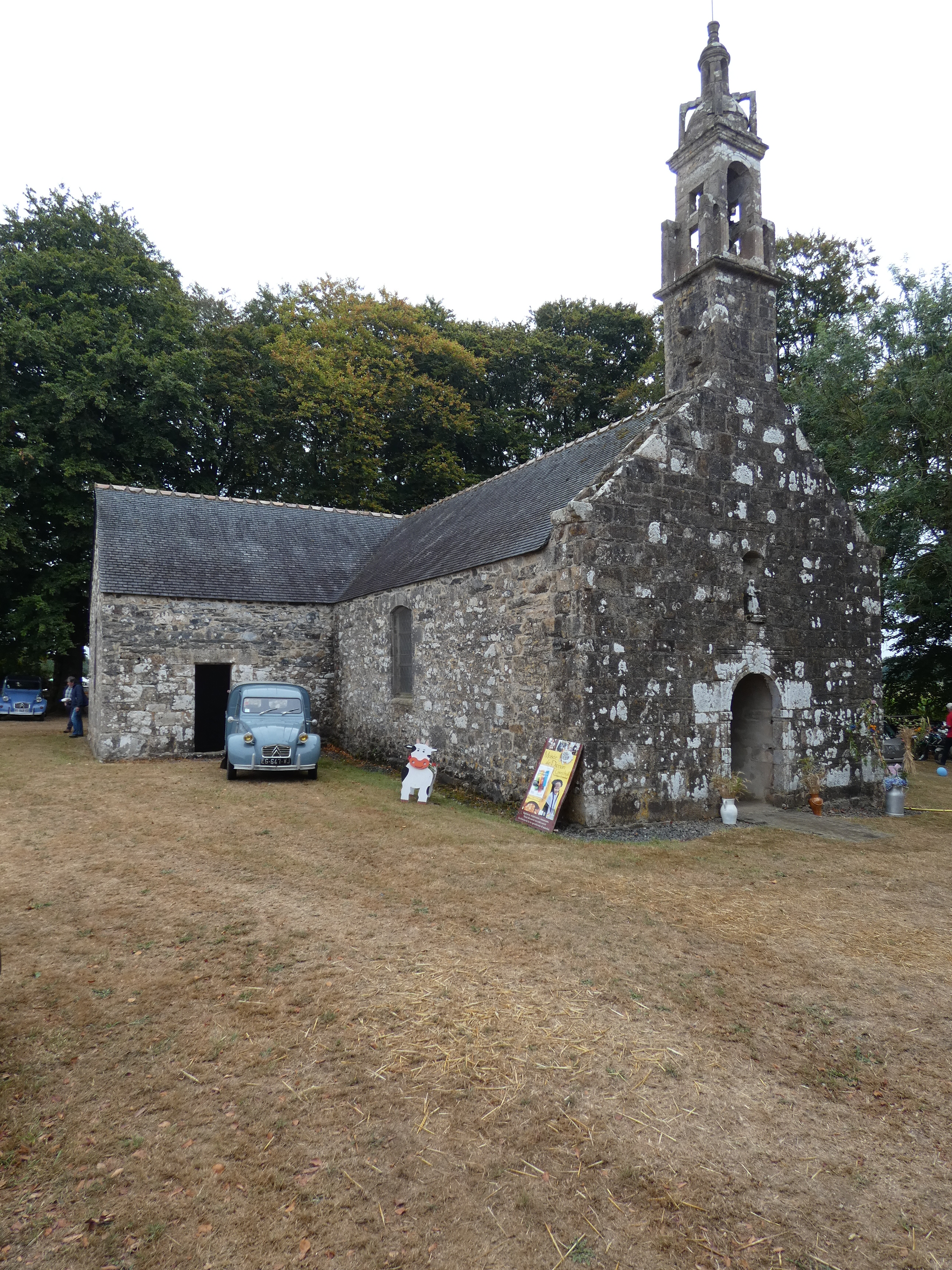
Kapelle Saint-Divy
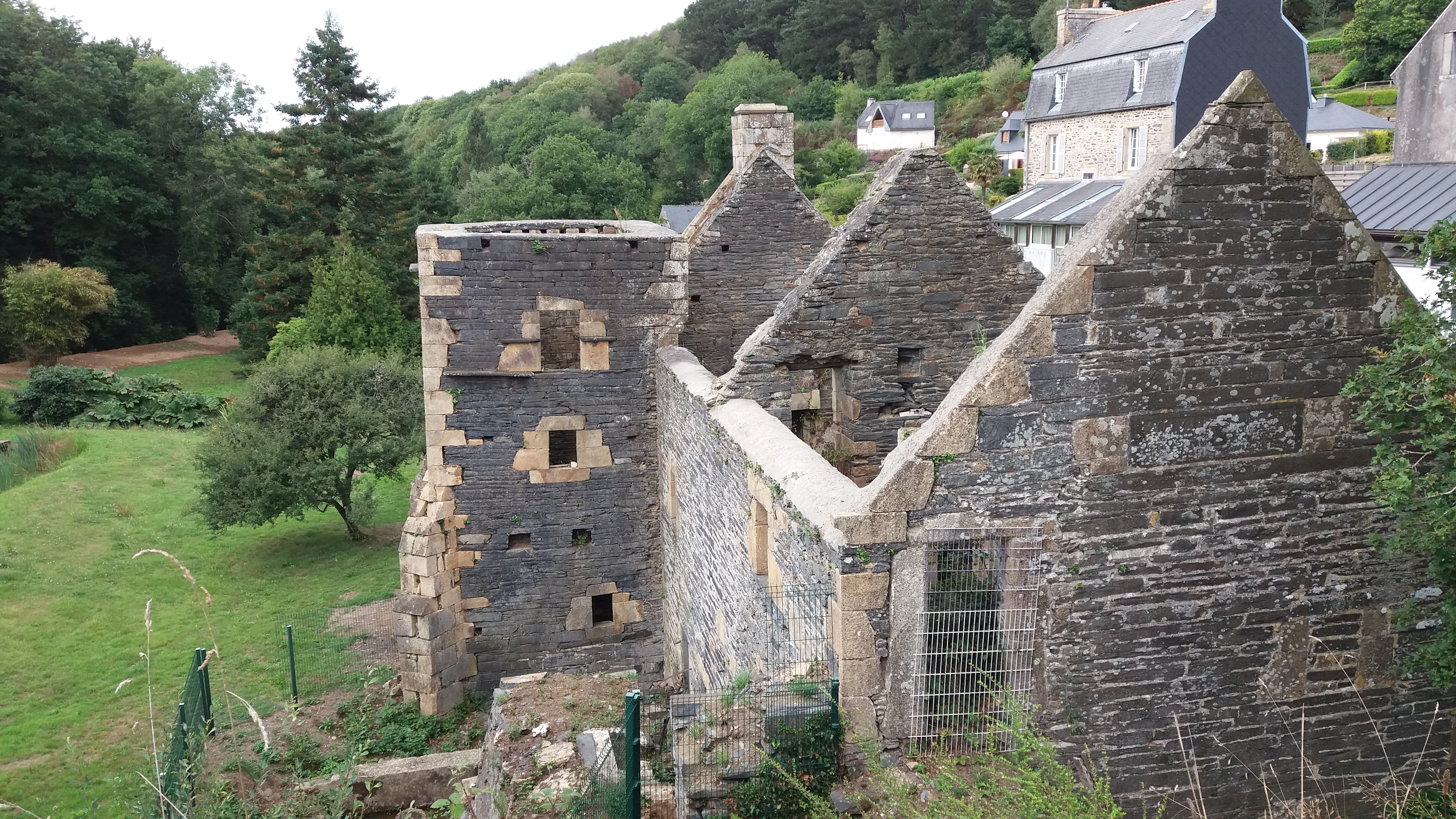
Ruine der Mühle Le Roual
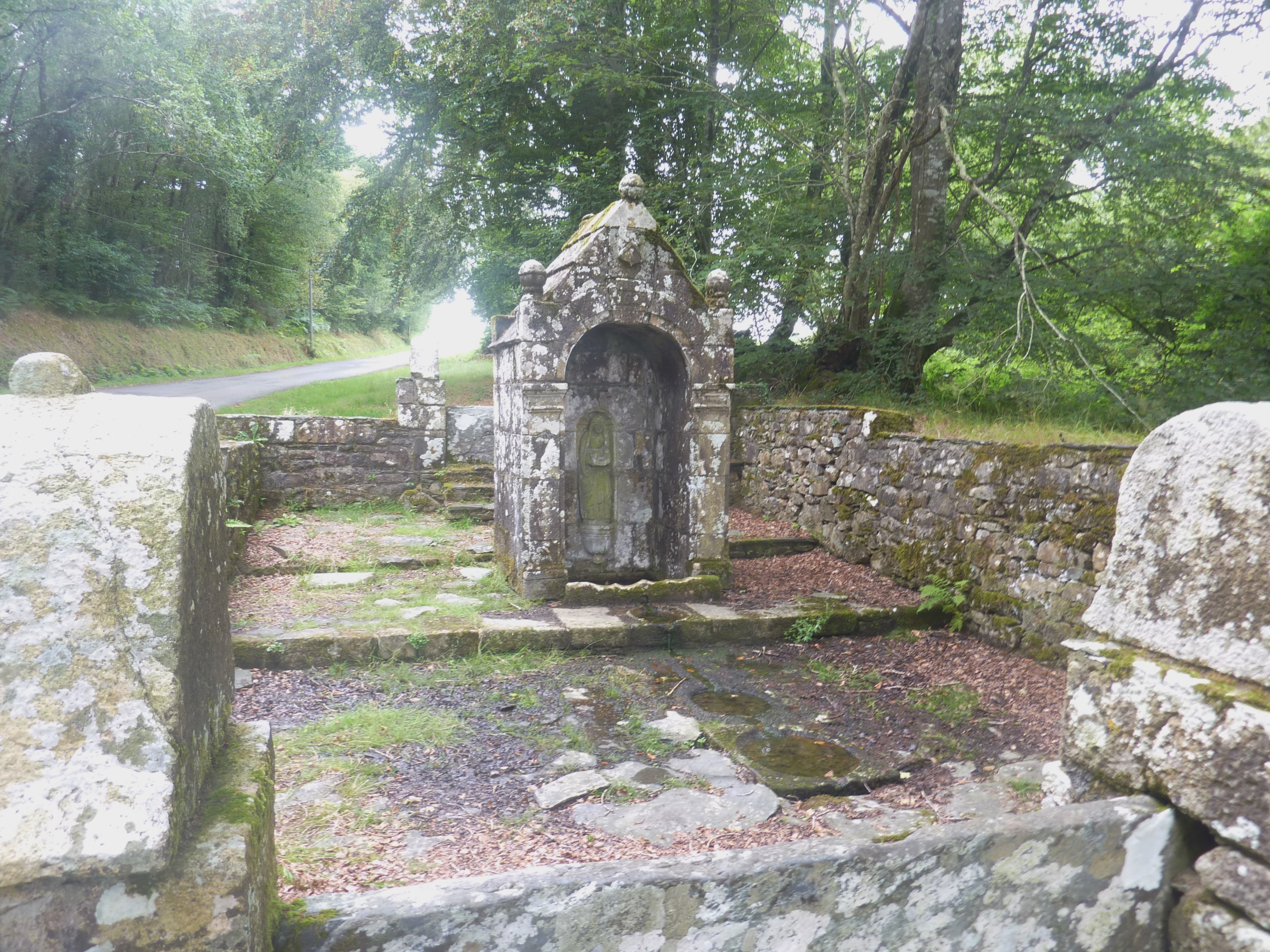
Brunnen Sainte-Nonne
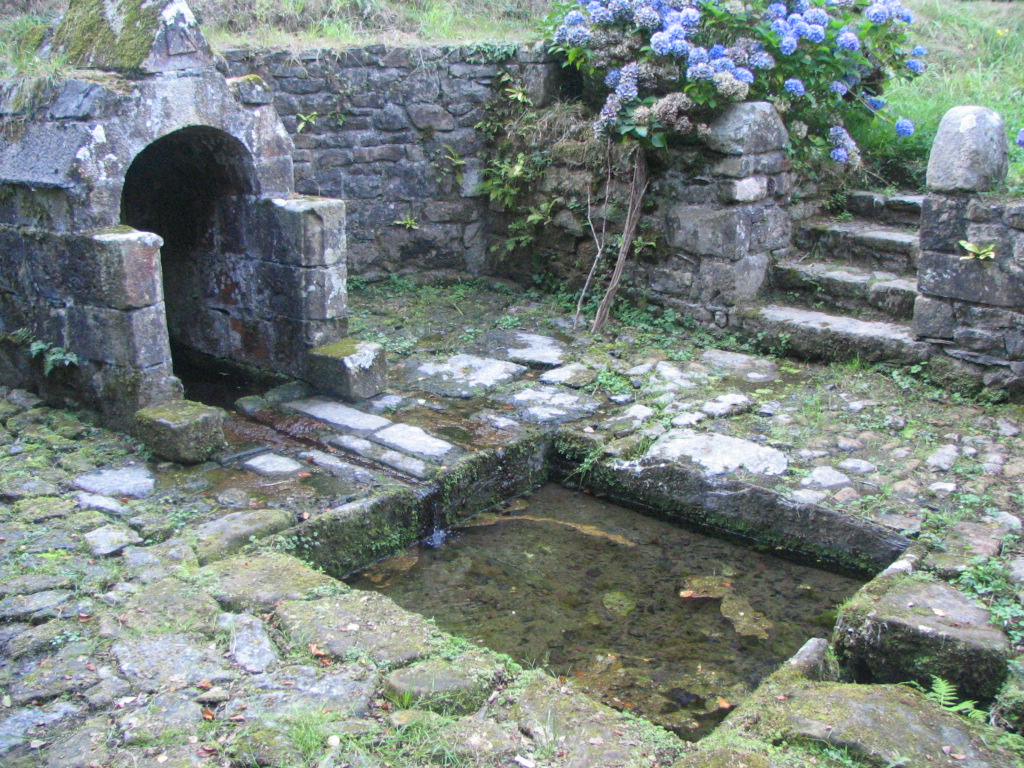
Brunnen Saint-Divy
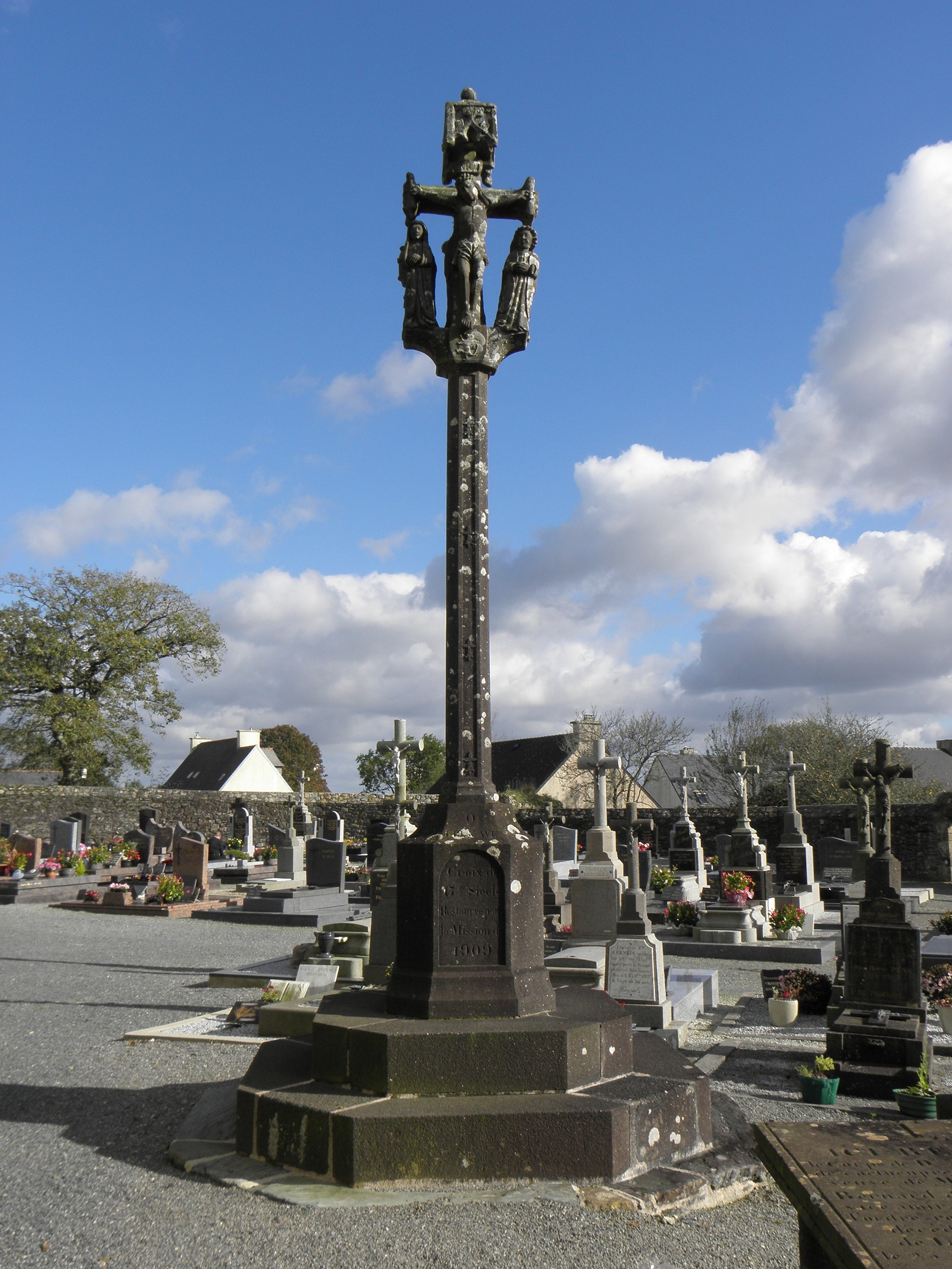
Calvaire in der Nähe von Kirche und Kapelle Sainte-Nonne

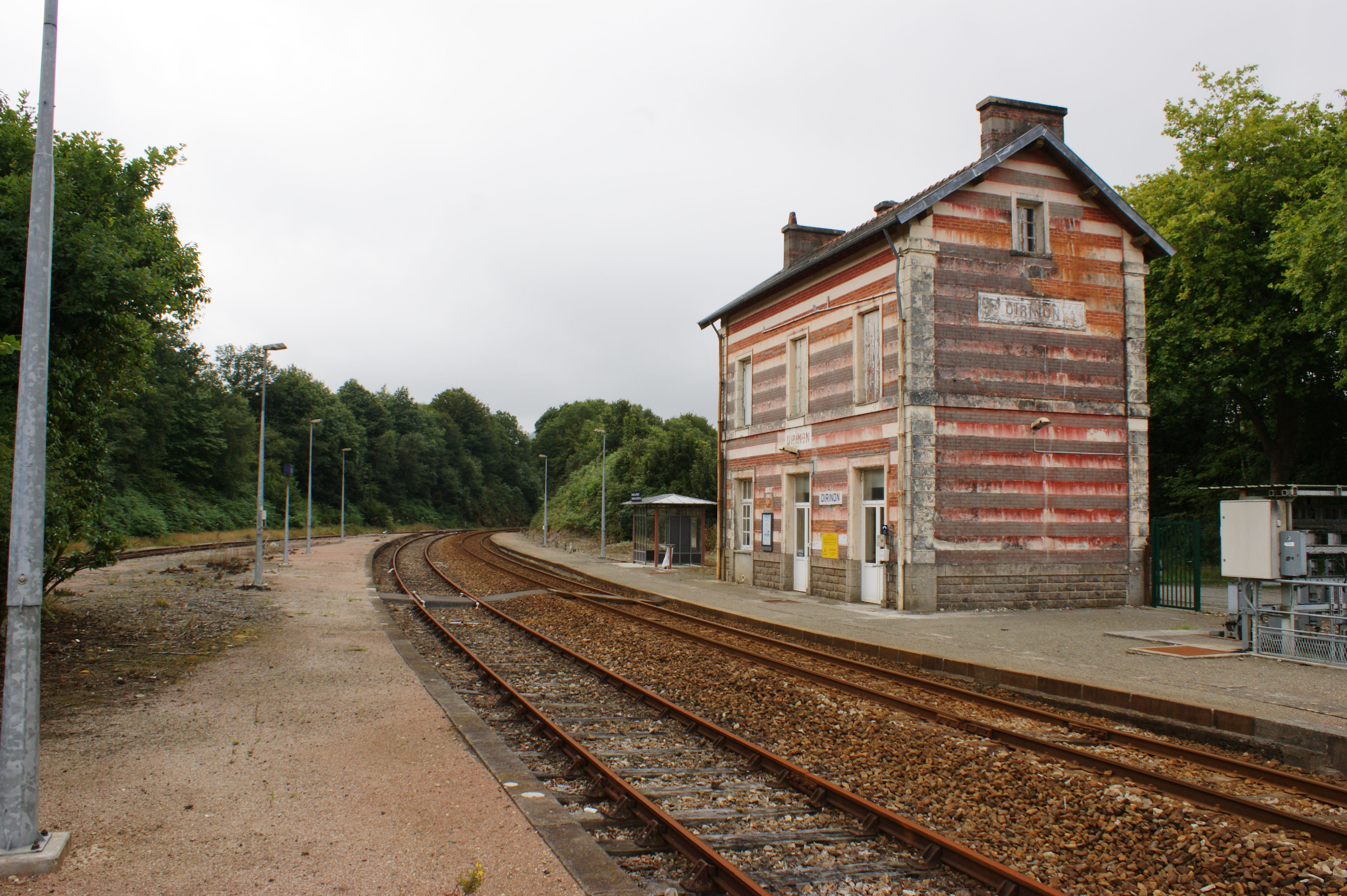
Bahnhof in Dirinan

## Verkehr
Die autobahnähnliche Route nationale 165 von Brest nach Nantes durchquert das Gemeindegebiet. Die nächste Anschlussstelle befindet sich kurz hinter der Gemeindegrenze in Daoulas. Die Departementsstraße 770, die ehemalige Route nationale 170, von Brignogan-Plages nach Quimper durchquert das Gemeindegebiet von Nord nach Süd und verbindet es im Norden mit Landerneau, im Süden mit Daoulas.
Busse einer Linie der regionalen Transportgesellschaft BreizhGo bedienen zwei Haltestellen in Dirinon und verbinden die Gemeinde mit Brest über Loperhet.
Der Bahnhof Dirinon-Loperhet auf der Gemeindegrenze zu Loperhet liegt an der Eisenbahnstrecke Landerneau–Quimper und wird von Zügen des TER Bretagne auf der Linie Brest–Quimper bedient.

## Persönlichkeiten
- Jean Malléjac (1929–2020), Radrennfahrer